# Crowley (Supernatural)
Crowley, noto anche come Fergus Roderick MacLeod, è un personaggio della serie televisiva Supernatural interpretato da Mark Sheppard.

## Personaggio
(Crowley a Sam nell'episodio Il prigioniero)
Crowley è un demone degli incroci, pertanto i suoi occhi sono rossi e non neri come quelli dei demoni ordinari; veste sempre in modo elegante con completi in giacca e cravatta neri, talvolta delle camicie bianche e indossa sempre un soprabito scuro.
In linea con la sua natura demoniaca è un essere sadico e crudele che gode nell'infliggere sofferenze e sebbene spesso si sia dimostrato ipocrita e codardo in più occasioni non si è tirato indietro dall'affrontare entità più potenti di lui pur di realizzare le sue sfrenate ambizioni: in definitiva è un manipolatore che non fa mai niente senza un tornaconto, cercando sempre di ottenere il massimo profitto dai suoi accordi; solito ad esprimersi con irriverenza, divertendosi a provocare gli altri con il suo umorismo nero, è scaltro e intelligente, caratteristiche che gli hanno permesso di distinguersi dalla maggior parte dei suoi simili.
In principio vedeva Dean, Sam Winchester e Castiel come dei nemici da eliminare ma col tempo, facendo fronte comune con loro per cause di forza maggiore, imparerà a vederli come delle buone risorse: la vicinanza creerà un'evoluzione nel suo personaggio, tanto che grazie alla lunga collaborazione coi tre imparerà l'importanza del sacrificio, arrivando alle volte a elargire il suo aiuto senza chiedere niente in cambio e rivelandosi non del tutto privo di compassione.
Stando a quanto riportano suo figlio e sua madre, quando era un umano era un rozzo ubriacone violento.

## Biografia

### Antefatti
Nato in Scozia nel 1661 con il nome di Fergus Roderick MacLeod, è figlio della strega Rowena e venne concepito durante un'orgia sessuale; suo padre era sposato con un'altra donna e abbandonò Rowena col piccolo. Rowena lo istruì all'uso della magia ma tra i due non c'è mai stato affetto, quantomeno da parte della madre che lo abbandonò all'età di otto anni dopo essere stata vicina a barattarlo con tre maiali.
In età adulta divenne un sarto, ebbe una storia dalla quale ebbe un figlio, Gavin, ma non è mai stato un bravo padre, tanto che spesso lo malmenava in preda all'alcol. Ha venduto la sua anima a un demone per aumentare le dimensioni del suo pene e quando è morto, poco più che sessantenne, il suo corpo venne seppellito in una tomba in un cimitero della Scozia; la sua anima finì all'Inferno, dove cambiò nome in Crowley e divenne uno dei demoni degli incroci di spicco (tanto da guadagnarsi il titolo di "Re degli Incroci") nonché il braccio destro del primo demone, Lilith. Il tramite che utilizza è quello di un agente letterario di New York.

### Nella serie
Crowley compare per la prima volta nella quarta stagione come unico demone a opporsi a Lucifero, pronto a scatenare l'Apocalisse: il demone è infatti della convinzione che una volta che il diavolo si impadronirà della Terra si sbarazzerà anche dei demoni, non considerandoli degni di servirlo, dunque dona ai Winchester la Colt, che purtroppo non si rivela abbastanza potente da ucciderlo. Comunque il demone contribuisce alla ricerca dei Cavalieri dell'Apocalisse, i cui anelli hanno il potere di evocare la gabbia con la quale sigillare Lucifero, e in effetti il piano funziona e i fratelli Winchester sigillano Lucifero nella gabbia evitando l'Apocalisse. In assenza di Lucifero viene a mancare la figura del Re dell'Inferno e dunque Crowley offre la "corona" al demone Ramiel dandogli in dono la Colt e la Lancia di Michele: sebbene il principe infernale accetti i suoi omaggi rifiuta la carica di sovrano cedendola proprio allo stesso Crowley, che diventa il Re dell'Inferno. 
Approfittando della guerra civile in Paradiso, dove Castiel fronteggia l'arcangelo Raffaele, Crowley propone al primo un'alleanza per aprire le porte del Purgatorio e assorbire le anime dei mostri defunti finite lì ottenendo così un potere smisurato; Castiel tradisce tuttavia il demone decidendo di assorbire lui solo le anime del Purgatorio e questo spinge Crowley a trovarsi un nuovo alleato, lo stesso Raffaele. Castiel riesce però a imbrogliare entrambi e, trovato il modo di aprire le porte del Purgatorio, assorbe le anime che vi dimoravano ottenendo abbastanza potere da uccidere Raffaele mentre Crowley fugge; quest'ultimo aiuta i Winchester e Bobby dando loro l'incantesimo con cui invocare Morte, che a sua volta li aiuta a riaprire le porte del Purgatorio dove Castiel vincola nuovamente le anime assorbite tranne i Leviatani, che aveva liberato quando aveva aperto le porte del Purgatorio. Sebbene all'inizio Crowley desiderasse stringere un'alleanza con il capo dei Leviatani, Dick Roman, sceglierà poi di aiutare nuovamente i Winchester dando il suo sangue, che mischiato con quello di Castiel e quello dell'Alpha dei vampiri e bagnando l'osso di un essere umano virtuoso, crea un'arma con la quale Dean sconfigge Dick mentre i demoni di Crowley si sbarazzano degli altri Leviatani.
Dean e Sam cercano quindi di chiudere definitivamente le porte dell'Inferno ed evitare che altri demoni mettano piede sulla Terra e per farlo bisogna purificare l'anima di un demone: catturano quindi Crowley, a cui Sam fa bere il suo sangue per purificarlo, ma Dean lo ferma appena in tempo dato che, una volta chiuse le porte dell'Inferno, Sam sarebbe morto. Crowley comunque riaccende in parte la sua umanità divenendo dipendente dal sangue umano; nel contempo il cavaliere infernale Abaddon reclama il trono di Crowley, il quale stringe un'alleanza con Dean per sconfiggerla, e i due trovano Caino, che dà a Dean il suo marchio dato che solo con esso potrà uccidere Abaddon con la Prima Lama. Abaddon decide di usare il figlio di Crowley contro di lui ma ciò nonostante Dean riuscirà a uccidere Abaddon con la Prima Lama, mentre Crowley deciderà di non riportare suo figlio nel passato, nel 1723, dato che sarebbe morto con il naufragio della nave dove si sarebbe imbarcato.
L'angelo Metatron, divenuto il nuovo regnante del Paradiso grazie al Verbo di Dio sugli angeli, uccide Dean e come Crowley già sapeva il Marchio di Caino lo riporterà in vita come demone: Dean diventa il suo braccio destro, ma a causa della sua natura ribelle Crowley non riuscirà a gestire il suo carattere. Avrà quindi modo di ricongiungersi a sua madre Rowena, la quale si rivela orgogliosa di apprendere che suo figlio è diventato il Re dell'Inferno e inizia a manipolarlo sperando di trarre profitto dalla posizione di Crowley, il quale, stufo dell'ipocrisia della madre, decide di voltarle le spalle. Crowley contribuisce al piano per eliminare Caino, che viene ucciso da Dean, e dà il suo aiuto a Castiel procurandogli ciò che serve per l'incantesimo che eliminerà il Marchio di Caino; sarà proprio Rowena a realizzare l'incantesimo ma sarà costretta a uccidere Oskar, un ragazzo al quale era molto affezionata. Distrutto il marchio, che in realtà serviva a sigillare l'Oscurità (l'antica sorella di Dio), essa si reincarnerà in un'umana di nome Amara, una bambina che Crowley prenderà sotto la sua ala sperando di poter sfruttare il suo potere come un'arma, ma Amara, crescendo, diventerà sempre più potente e difficile da gestire, infatti si rivolterà contro Crowley. Quest'ultimo acconsentirà a far entrare Sam nella gabbia di Lucifero sperando che lui possa aiutarli a trovare il sistema per sconfiggere Amara, ma le cose prendono una piega inaspettata e Lucifero evade dalla gabbia prendendo possesso del corpo di Castiel: una volta ripreso il suo ruolo di sovrano dell'Inferno, terrà prigioniero Crowley divertendosi a umiliarlo davanti agli altri demoni. Con un piano astuto Crowley riesce a scappare, poi decide di dare il suo contributo alla battaglia contro Amara che si appresta a eliminare la vita dalla Terra, ma che alla fine abbandona i suoi propositi riconciliandosi con Chuck/Dio.
Crowley, Castiel, Dean e Sam danno quindi la caccia a Lucifero, che ha preso possesso del presidente degli Stati Uniti d'America Jefferson Rooney mettendo incita la sua assistente Kelly, e l'ex re degli Inferi dà il suo contributo al piano per sigillare nuovamente Lucifero nella gabbia, anche grazie alla magia di Rowena; all'insaputa di tutti, tuttavia, Crowley ha deciso di vincolare Lucifero nel suo vecchio tramite e con una potente magia lo priva dei suoi poteri trasformandolo in un burattino nelle sue mani per dare prova della sua assoluta superiorità agli altri demoni, dopo aver riottenuto il suo posto come Re dell'Inferno. Quando il fantasma di Fiona Duncan, la fidanzata di Gavin che era morta nel naufragio, inizierà a mietere vittime non avendo trovato la pace, Gavin accetterà di tornare nel passato e di morire insieme a lei in quel naufragio così che lo spirito di Fiona possa lasciare il mondo dei vivi, ma Crowley non è intenzionato a permetterlo e dunque cerca di fermarlo venendo però bloccato da Rowena; infine i Winchester con un incantesimo riportano Gavin nel 1723 e lui muore. Rowena gode nel vedere Crowley soffrire per la perdita dell'unica persona che amava, infatti voleva vendicarsi di lui per averla costretta a uccidere Oskar, che al contrario di Crowley considerava un vero figlio.
Viene messo in evidenza che ormai Crowley non prova più molto interesse nel suo lavoro di Re dell'Inferno, infatti si sente più coinvolto quando aiuta Castiel e i Winchester nelle loro missioni, ad esempio li aiuta con il demone Ramiel (colui che aveva eletto Crowley come Re dell'Inferno): Ramiel ferirà Castiel con la Lancia di Michele, il cui potere lo porterà alla morte, ma dopo che Sam uccide Ramiel, sarà proprio Crowley a salvare la vita all'angelo distruggendo la lancia, che era la fonte stessa del suo potere mortale.
Drexel, un demone fedele a Lucifero, lo aiuterà a invertire il potere che Crowley esercitava sul suo tramite e così Lucifero riuscirà e riottenere tutto il suo sconfinato potere, mentre Kelly darà alla luce il suo bambino, ovvero il figlio di Lucifero, la cui nascita aprirà una crepa in una dimensione alternativa, una Terra apocalittica. Crowley, avendo preso atto che non ha mai amato essere il Re dell'Inferno, promette ai Winchester che una volta sconfitto Lucifero sigillerà i cancelli dell'Inferno così i demoni non raggiungeranno mai più la Terra, inoltre con un incantesimo cerca di chiudere la crepa dimensionale dopo che Dean e Sam attirano Lucifero nell'altra dimensione, infatti il piano di Crowley è quello di vincolare Lucifero in quella dimensione per sempre. L'incantesimo richiede però il sacrificio di una vita e Crowley accetta di sacrificare la sua: dopo aver salutato un'ultima volta Sam e Dean si trafigge con una lama angelica morendo. Lucifero attraversa la crepa dimensionale ritornando nel suo mondo ma Mary Winchester lo spinge insieme a lei dall'altra parte della crepa che si chiude grazie all'incantesimo di Crowley, lasciando Lucifero intrappolato nella dimensione parallela, in questo modo Crowley con il suo sacrificio riesce a salvare Sam e Dean.
Dean chiede a Chuck di riportare in vita Crowley, ma la sua richiesta non viene accolta, e infine Dean e Sam accendono una pira funebre in sua memoria dandogli il loro addio, a dimostrazione del fatto che ormai avevano smesso di considerlo un nemico ma "uno di loro".
Persino Rowena, nonostante avesse sempre affermato di detestare il figlio, alla fine mostra tutto il suo dispiacere per la sua morte, condannando se stessa per essere stata una cattiva madre, sentendosi indirettamente responsabile per la brutta fine che fatto.

## Poteri e abilità
Essendo un demone possiede dei poteri straordinari e col tempo diviene uno dei più potenti di tutta la serie. È abbastanza forte da poter rivaleggiare con un angelo ed essendo un demone degli incroci può esaudire qualunque desiderio firmando un contratto che prevede come retribuzione l'anima. In virtù del fatto che è il figlio di una strega sa praticare la magia, sebbene non allo stesso livello della madre. In aggiunta Crowley è anche abile nella pianificazione, sapendo come trarre vantaggio dagli avversari tramite le menzogne essendo per natura estremamente astuto.